# Congaree Indijanci
Congaree, Pleme američkih Indijanaca porodice Siouan (srodno Catawbama) s rijeke Conagaree u blizini glavnog južnokarolinskog grada Columbia. Congaree se spominju u dokumentima iz 17. stoljeća kao jedno od malenih plemena u regiji Piedmont. Lawson ih 1701. nalazi na rijeci Santee blizu ušća Wateree. Godine 1715. učestvuju u Yamasee-ratu protiv naseljenika, a 1716. preko polovice ih je zarobljeno i prodano u roblje u Zapadne Indije. Ostatak se priključio Catawbama i nestao.

## Jezik
Conagaree jezik pripadao je porodici Siouan, ali nema zapisane nijedne njihove riječi. Adair (1930) navodi da se njihov jezik govori među Catawbama kao jedan od dijalekata. 

## Život i običaji
Pleme Congaree je jedno od najmanje 29 plemenskih grupa koja na području Južne Karoline žive tisućama godina. Pleme Congaree živjelo je uz istoimenu rijeku (danas na mjestu nacionalnog parka Congaree National Park), gdje su se u poplavnim nizinama bavili lovom, sakupljanjem i ribolovomm, te uzgajali kukuruz, grah i tikve. 

## Populacija
Rana populacija procjenjena im je na 800 (1600.); a 1715 od totalne populacije od 40 duša, 22 su bili muškarci. 

## Vanjske poveznice
- Congaree Indian Tribe History
- Human Interactions[neaktivna poveznica]